# Perú en la clasificación de Conmebol para la Copa Mundial de Fútbol de 1994
La Selección de fútbol del Perú fue una de las nueve selecciones de fútbol que participaron en la clasificación de Conmebol para la Copa Mundial de Fútbol de 1994, en la que se definieron los representantes de Conmebol para la Copa Mundial de Fútbol de 1994, que se desarrolló en los Estados Unidos.

## Sistema de juego
Para la Copa Mundial de Fútbol de 1994, la Conmebol contó con tres cupos directos en su fase clasificatoria. Participaron nueve de las diez selecciones afiliadas, dado que la Selección de Chile se encontraba suspendida por un incidente de la eliminatoria anterior.
Los nueve equipos se dividieron en dos grupos: el grupo A con cuatro integrantes y el B con cinco. Los dos primeros de cada grupo obtendrían la clasificación. El sistema utilizado en los grupos fue una liguilla a ida y vuelta. El segundo clasificado en los grupos con puntaje más bajo jugaría una repesca contra el ganador de la clasificatoria de OFC.

## Tabla final de posiciones
| Selección | Pts.                   | PJ                     | PG                     | PE                     | PP                     | GF                     | GC                     | Dif.                   |
| --------- | ---------------------- | ---------------------- | ---------------------- | ---------------------- | ---------------------- | ---------------------- | ---------------------- | ---------------------- |
| Colombia  | 10                     | 6                      | 4                      | 2                      | 0                      | 13                     | 2                      | 11                     |
| Brasil    | 12                     | 8                      | 5                      | 2                      | 1                      | 20                     | 4                      | 16                     |
| Bolivia   | 11                     | 8                      | 5                      | 1                      | 2                      | 22                     | 11                     | 11                     |
| Uruguay   | 10                     | 8                      | 4                      | 2                      | 2                      | 10                     | 7                      | 3                      |
| Argentina | 7                      | 6                      | 3                      | 1                      | 2                      | 7                      | 9                      | –2                     |
| Paraguay  | 6                      | 6                      | 1                      | 4                      | 1                      | 6                      | 7                      | –1                     |
| Ecuador   | 5                      | 8                      | 1                      | 3                      | 4                      | 7                      | 7                      | 0                      |
| Venezuela | 2                      | 8                      | 1                      | 0                      | 7                      | 4                      | 34                     | –30                    |
| Perú      | 1                      | 6                      | 0                      | 1                      | 5                      | 4                      | 12                     | –8                     |
| Chile1    | Suspendido por la FIFA | Suspendido por la FIFA | Suspendido por la FIFA | Suspendido por la FIFA | Suspendido por la FIFA | Suspendido por la FIFA | Suspendido por la FIFA | Suspendido por la FIFA |

## Partidos

### Grupo A
| Selección | Pts. | PJ | PG | PE | PP | GF | GC | Dif. |
| --------- | ---- | -- | -- | -- | -- | -- | -- | ---- |
| Colombia  | 10   | 6  | 4  | 2  | 0  | 13 | 2  | 11   |
| Argentina | 7    | 6  | 3  | 1  | 2  | 7  | 9  | –2   |
| Paraguay  | 6    | 6  | 1  | 4  | 1  | 6  | 7  | –1   |
| Perú      | 1    | 6  | 0  | 1  | 5  | 4  | 12 | –8   |

#### Primera vuelta
| 1 de agosto de 1993 | Perú | 0:1 (0:1) | Argentina     | Estadio Nacional, Lima                                               |                                                                      |
|                     |      |           | Batistuta 29' | Asistencia: 28, 000 espectadores Árbitro(s): Carlos Alfonso Esposito | Asistencia: 28, 000 espectadores Árbitro(s): Carlos Alfonso Esposito |

| 8 de agosto de 1993 | Perú | 0:1 (0:0) | Colombia          | Estadio Nacional, Lima                                     |                                                            |
|                     |      |           | Freddy Rincón 45' | Asistencia: 25, 000 espectadores Árbitro(s): Alfredo Rodas | Asistencia: 25, 000 espectadores Árbitro(s): Alfredo Rodas |

| 15 de agosto de 1993 | Paraguay                          | 2:1 (2:1) | Perú                | Estadio Defensores del Chaco, Asunción                               |                                                                      |
|                      | Mendoza 14' · Chilavert 27' (pen) |           | Del Solar 45' (pen) | Asistencia: 30, 000 espectadores Árbitro(s): Francisco D'Abreu Faria | Asistencia: 30, 000 espectadores Árbitro(s): Francisco D'Abreu Faria |

#### Segunda vuelta
| 22 de agosto de 1993 | Argentina                 | 2:1 (2:0) | Perú         | Estadio Monumental, Buenos Aires                          |                                                           |
|                      | Batistuta 32' · Bello 37' |           | Palacios 66' | Asistencia: 60, 000 espectadores Árbitro(s): Jorge Nieves | Asistencia: 60, 000 espectadores Árbitro(s): Jorge Nieves |

| 29 de agosto de 1993 | Colombia                                                                        | 4:0 (2:0) | Perú | Estadio Roberto Meléndez, Barranquilla                  |                                                         |
|                      | Iván Valenciano 30' · Freddy Rincón 45' · Alexis Mendoza 66' · Wilson Pérez 76' |           |      | Asistencia: 70, 000 espectadores Árbitro(s): Pablo Peña | Asistencia: 70, 000 espectadores Árbitro(s): Pablo Peña |

| 5 de setiembre de 1993 | Perú                      | 2:2 (1:0) | Paraguay        | Estadio Nacional, Lima                                                 |                                                                        |
|                        | Muchotrigo 31' · Soto 77' |           | Mendoza 61' 81' | Asistencia: 40, 000 espectadores espectadores Árbitro(s): José da Rosa | Asistencia: 40, 000 espectadores espectadores Árbitro(s): José da Rosa |

## Jugadores convocados
Listado de jugadores convocados:
| Nombre                   | Posición      | Clubes                    |
| ------------------------ | ------------- | ------------------------- |
| Miguel Miranda           | Portero       | Sporting Cristal          |
| Carlos Marrou            | Portero       | Universitario de Deportes |
| Álvaro Barco             | Defensa       | Cobreloa                  |
| Guillermo Salas          | Defensa       | San Agustín               |
| Percy Olivares           | Defensa       | C. D. Tenerife            |
| Juan Reynoso Guzmán      | Defensa       | Universitario de Deportes |
| José Soto Gómez          | Defensa       | Sporting Cristal          |
| Jorge Arteaga            | Defensa       | Alianza Lima              |
| José Luis Carranza       | Mediocampista | Universitario de Deportes |
| Jorge Soto               | Mediocampista | Sporting Cristal          |
| Julio Rivera             | Mediocampista | Sporting Cristal          |
| José Guillermo del Solar | Mediocampista | C. D. Tenerife            |
| Roberto Martínez         | Mediocampista | Universitario de Deportes |
| Roberto Palacios         | Mediocampista | Sporting Cristal          |
| Alberto Ramírez          | Delantero     | Sporting Cristal          |
| Ronald Baroni            | Delantero     | F.C. Oporto               |
| Flavio Maestri           | Delantero     | Sporting Cristal          |
| Darío Muchotrigo         | Delantero     | Alianza Lima              |
| Andrés Gonzales          | Delantero     | Universitario de Deportes |